# Proposition 8
Proposition 8 (Åttonde förslaget) kallades det förslag till tillägg i Kaliforniens grundlag om att "enbart giftermål mellan en man och en kvinna är giltiga och erkänns av staten Kalifornien", som framlades av Dennis Hollingsworth, Gail J Knight, Martin F Guiterrez, Hak-Shing William Tam och Mark A Jansson och segrade i en folkomröstning som genomfördes samtidigt med presidentvalet i USA 2008.
Enligt valresultaten röstade 52,3 % av de röstande för förslaget, vilket innebar att det därefter blev en del av delstatens grundlag. Ett antal stämningar mot den Kalifornien lämnades dock in, och 2013 förklarades tillägget lagstridigt.

## Historik

### Bakgrund
1977 konstaterade en kommitté, med uppdrag att utvärdera könsspecifika termer i lagstiftningen, att det enligt kalifornisk äktenskapslagstiftning var oklart huruvida äktenskap kunde ingås mellan personer av samma kön, detta trots att något sådant aldrig praktiserats i delstaten.
Samma år beslutade delstatsparlamentet att täppa till denna juridiska lucka genom att i lagen (paragraf 300) stadga att "äktenskap är en personlig relation framsprungen ur en civilrättslig överenskommelse mellan man och kvinna".
1999 antogs dock en lag (§ 308) enligt vilken homosexuella partnerskap ingångna i andra delar av världen skulle erkännas även i Kalifornien. Motståndare till denna lag betraktade den som en språngbräda i avsikt att skapa ökad acceptans för samkönade äktenskap och på sikt även möjliggöra att sådana skulle kunna ingås även i Kalifornien.
Delstatssenatorn William J Knight lade därför fram ett lagförslag (proposition 22) som föreslogs stadga att "enbart äktenskap mellan en man och en kvinna är giltigt eller erkänt i Kalifornien". Knights initiativ segrade i en folkomröstning, den 7 mars 2000, med 61,4 % för och 38,6 % av de röstande emot. Den föreslagna texten lades därför in i Kaliforniens lagtext (som § 308,5).
Den 12 februari 2004 godkände San Franciscos borgmästare Gavin Newsom, att äktenskap mellan homosexuella skulle tillåtas i staden. Detta förfarande överklagades omedelbart och den 11 mars samma år fastslog Kaliforniens högsta domstol att beslutet att tillåta samkönade äktenskap var olagligt och att ingåendet av dylika omedelbart måste upphöra. Den 12 augusti 2004 annullerade man även de omkring 4 000 samkönade äktenskap, som ingåtts i San Francisco fram till den 11 mars, eftersom Newsom ansågs ha överträtt sina befogenheter när han tillåtit dessa.
Samtidigt som Kaliforniens guvernör Arnold Schwarzenegger 2005 lade in sitt veto mot ett lagförslag som skulle ha legaliserat samkönade äktenskap, drog myndigheterna i San Francisco och flera av de homosexuella, vars äktenskap ogiltigförklarats, igång ett långdraget juridiskt förfarande, i avsikt att få prövat huruvida förbuden mot samkönade äktenskap var förenliga med Kaliforniens grundlag.
Den 15 maj 2008 fastslog en majoritet av domarna i högsta domstolen (med röstsiffrorna 4-3) att delstatens äktenskapslagstiftning stred mot de homosexuellas grundlagsstadgade mänskliga rättigheter och därför, i dessa delar, var ogiltig.

### Genomförande och upphävande
Enligt valresultaten röstade 52,3 % av de röstande för förslaget, vilket innebar att det därefter blev en del av delstatens grundlag. Ett antal stämningar mot den Kalifornien lämnades dock in, och 2013 förklarades tillägget lagstridigt.

## Olika sidor

### Ja-sidan
På ja-sidan återfanns organisationer som Proposition 22 Legal Defense and Education Fund och Campaign for California Families. Den pensionerade svenske pingstpastorn Åke Green flögs in och deltog aktivt i flera tv-sända kampanjmöten och intervjuer.

### Nej-sidan
På motståndarsidan återfanns flera Hollywoodkändisar.